# Eccellenza Puglia 1992-1993
Il campionato italiano di calcio di Eccellenza regionale 1992-1993 è stato il secondo organizzato in Italia. Rappresenta il sesto livello del calcio italiano.
Questo è il campionato regionale della regione Puglia.

## Squadre partecipanti
| Squadra                          | Città                    |
| -------------------------------- | ------------------------ |
| U.S. Antonio Toma Maglie         | Maglie (LE)              |
| Pol. Ars et Labor Grottaglie     | Grottaglie (TA)          |
| G.S. Atletico Vieste             | Vieste (FG)              |
| U.S. Bitonto                     | Bitonto (BA)             |
| Campi Salentina                  | Campi Salentina (LE)     |
| A.S. Castellana                  | Castellana Grotte (BA)   |
| S.S. Francavilla Calcio          | Francavilla Fontana (BR) |
| U.S. Galatone                    | Galatone (LE)            |
| U.S. Garganica Monte Sant'Angelo | Monte Sant'Angelo (FG)   |
| U.S. Lucera                      | Lucera (FG)              |
| S.S. Manfredonia Calcio          | Manfredonia (FG)         |
| A.C. Massafra                    | Massafra (TA)            |
| U.S. Novoli                      | Novoli (LE)              |
| U.S. Pro Italia Galatina         | Galatina (LE)            |
| U.S. Squinzano                   | Squinzano (LE)           |
| U.S. Torremaggiore               | Torremaggiore (FG)       |

## Classifica finale
|  | Pos. | Squadra             | Pt | G  | V  | N  | P  | GF | GS | DR  |
|  | ---- | ------------------- | -- | -- | -- | -- | -- | -- | -- | --- |
|  | 1.   | Toma Maglie         | 46 | 30 | 20 | 6  | 4  | 53 | 18 | +35 |
|  | 2.   | Squinzano           | 42 | 30 | 17 | 8  | 5  | 37 | 13 | +24 |
|  | 3.   | Torremaggiore       | 41 | 30 | 16 | 9  | 5  | 34 | 20 | +14 |
|  | 4.   | Campi Salentina     | 38 | 30 | 15 | 8  | 7  | 47 | 24 | +23 |
|  | 5.   | Bitonto             | 36 | 30 | 13 | 10 | 7  | 37 | 25 | +12 |
|  | 6.   | Massafra            | 36 | 30 | 12 | 12 | 6  | 26 | 17 | +9  |
|  | 7.   | Castellana          | 35 | 30 | 12 | 11 | 7  | 41 | 24 | +17 |
|  | 8.   | Francavilla         | 31 | 30 | 12 | 7  | 10 | 36 | 35 | +3  |
|  | 9.   | Pro Italia Galatina | 29 | 30 | 8  | 13 | 9  | 20 | 25 | -5  |
|  | 10.  | Lucera              | 28 | 30 | 7  | 14 | 9  | 31 | 28 | +2  |
|  | 11.  | Novoli              | 24 | 30 | 3  | 18 | 9  | 16 | 25 | -9  |
|  | 12.  | Monte Sant'Angelo   | 23 | 30 | 8  | 7  | 15 | 27 | 39 | -12 |
|  | 13.  | Manfredonia         | 21 | 30 | 4  | 13 | 13 | 24 | 41 | -18 |
|  | 14.  | Grottaglie          | 20 | 30 | 4  | 12 | 14 | 18 | 40 | -22 |
|  | 15.  | Atletico Vieste     | 19 | 30 | 4  | 11 | 15 | 13 | 38 | -25 |
|  | 16.  | Galatone (-1)       | 10 | 30 | 3  | 5  | 22 | 12 | 60 | -38 |

Legenda:
      Promosso nel Campionato Nazionale Dilettanti 1993-1994.
      Retrocesso in Promozione Puglia 1993-1994.
 Promozione diretta.
 Retrocessione diretta.
Note:
Due punti a vittoria, uno a pareggio, zero a sconfitta.
Il Galatone è stato penalizzato con la sottrazione di 1 punto in classifica.
Il Lucera è poi stato ripescato in C.N. Dilettanti.